# Гори
Го́ри (груз. გორი) — город в восточной Грузии, центр края Шида-Картли и центр одноимённого муниципалитета. Основан Давидом Строителем. Место рождения Иосифа Виссарионовича Сталина, где расположен его музей. С октября 2021 года мэром города является Владимир Хинчегашвили.

## География
Город расположен в Картлийской долине в месте слияния реки Кура и её притока реки Большая Лиахви. С юга и запада город окружён горами.

## Население
По данным первой всеобщей переписи населения 1897 года, население города составляло 10 269 (грамотных из них — 5 145 чел., или 50,1 %)
В советское время наблюдалась гомогенизации населения, что привело к резкому изменению национального состава. Доля армян и осетин в окрестностях Гори резко сократилась.
Население города на январь 2020 года составляло 47 557 чел., на январь 2014 года — 54 700 чел., на 2002 год — 49 500 чел., на январь 1989 года — 68 924 чел..
| Год  | Всего, чел.   | Грузины         | Армяне          | Русские, украинцы, белорусы | Осетины      | Татары (Азербайджанцы) | Аварцы, лезгины и др. лезгинские народы | Остальные (греки, евреи, кистинцы, поляки, немцы и др.) |
| ---- | ------------- | --------------- | --------------- | --------------------------- | ------------ | ---------------------- | --------------------------------------- | ------------------------------------------------------- |
| 1873 | 6 000         | 2 250 (37,50 %) | 3 495 (58,25 %) | 254 (4,23 %)                | ---          | ---                    | ---                                     | ---                                                     |
| 1893 | 7 243 / 7 247 | 3 807 (52,56 %) | 2 894 (39,96 %) | ---                         | ---          | ---                    | ---                                     | ---                                                     |
| 1897 | 10 269        | 6 208 (60,45 %) | 2 084 (20,29 %) | 1 322 (12,87 %)             | 184 (1,79 %) | 85 (0,83 %)            | 8 (0,08 %)                              | 378 (3,68 %)                                            |

## История

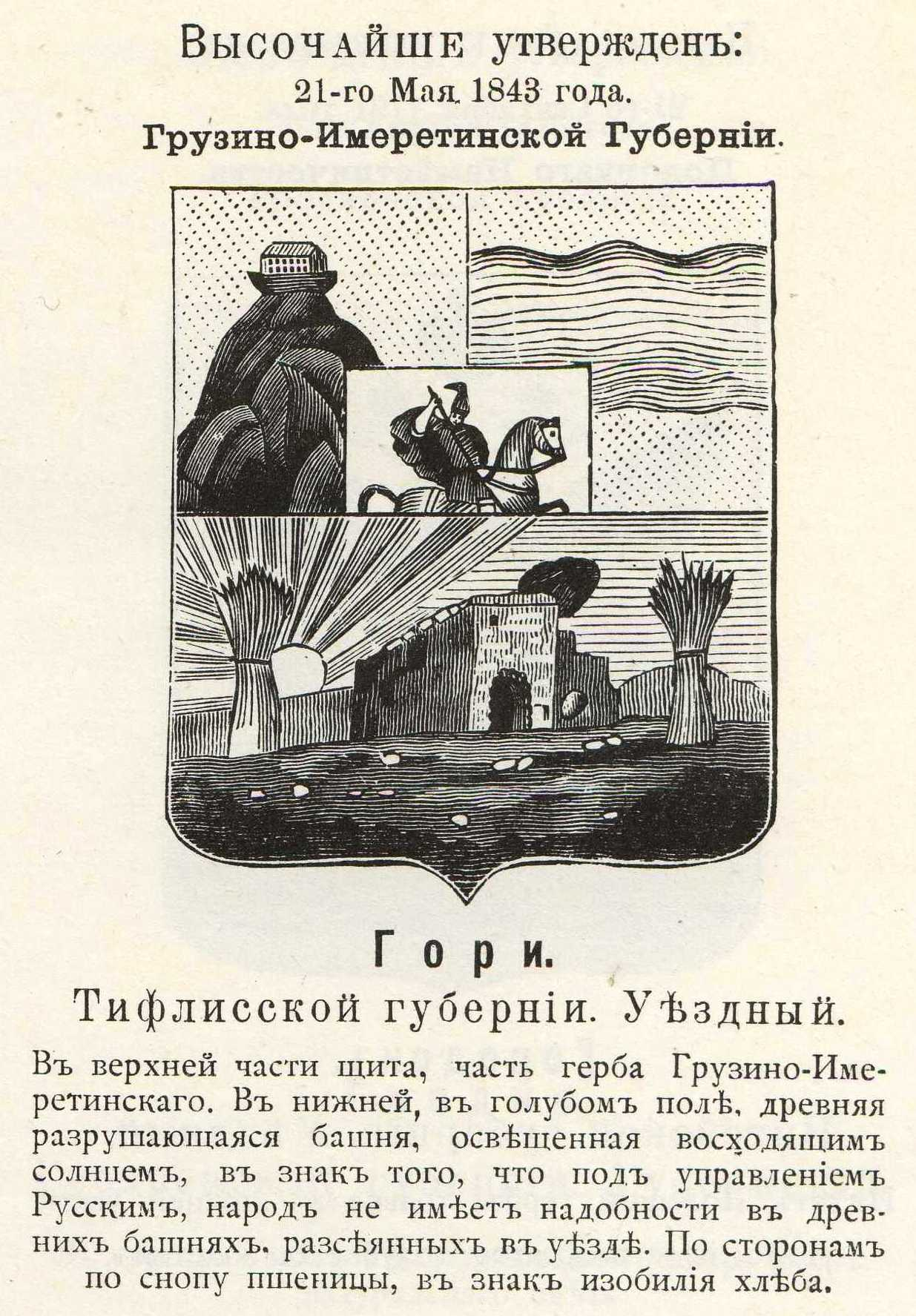
Герб Гори 1843 года

Гори является одним из старейших городов Грузии. Официальный статус города Гори получил в 1801 году. Своё название город берёт от скального образования (гораки) в центре города, на котором расположены остатки древней крепости Горисцихе.
Гори впервые упоминается в летописях с VII века н. э., хотя некоторые источники связывают основание города с царствованием Давида IV Строителя в начале XII века. Как отмечает армянский хронист Смбат Спарапет:

Царь Давид был человеком воинственным… Вокруг него собрались все остальные войска армян. Он построил армянский город в Грузии, утвердил много церквей и монастырей и назвал этот город Гура (Гори). Он имел от армянки сына, по имени Димитре, который был очень высокого роста. 
Археологические материалы указывают на то, что на месте Гори существовали поселения городского типа задолго до начала нашей эры, начиная с раннего бронзового века (около 3 тысяч лет до нашей эры). Была найдена керамическая посуда типичная для Кура-Аракской культуры. В 1946 году оползень у северной стены Горис-цихе обнажил пласт времён античной древности. Были найдены тонкостенные глиняные «квеври» (сосуды для вина), выкрашенные в красный цвет черепицы, черепки посуды из обожженной красной глины. Обнаруженный слой относится к периоду с I века до нашей эры по начало нашей эры. Приблизительно такого же возраста оказались и древние захоронения, обнаруженные в восточной части Горис-цихе. В захоронениях обнаружены черепки глиняной посуды, ожерелья, монеты, браслеты и другие украшения.
В 1292 г. аланы во главе с царевичем Багатаром захватили город-крепость Гори с прилегающими землями, крепостями и поселениями. В 1306 г. последний аланский царь Багатар погиб. Грузинский царь Георгий V, объединив своих вассалов, повёл борьбу с аланами-осетинами. В 1326 г. после трёхлетней осады он занял Гори. Преследуя осетин, Георгий V совершил поход в горы, дошёл до Дарьяла, Арагвского и Ксанского ущелий.
В 1477 году, шах государства Ак-Коюнлу, неожиданно напал на Гори, взяв город без битвы, но оставив его вскоре. В середине XVI века Гори на короткое время овладел иранский шах Тамаз I. К концу XVI века, Гори становится плацдармом власти турок-османов. В 1599 году грузинский царь Симон I Великий неожиданно напал на Гори и взял его приступом, перебив османский гарнизон. В 1614 году иранский шах Аббас I взял Гори и отсюда руководил дальнейшим завоеванием страны. По словам французского путешественника Жана Шардена, к 70 годам XVII века, Гори являлся значительным торговым центром. В 1723 году город разорили турки-османы. В течение нескольких лет город находился под властью османов. С 1735 года городом владели персы. Но в 40 годах XVIII века город был окончательно освобождён от завоевателей.
На протяжении XIX века в город заселялись армяне, осетины из Лиахвского ущелья, греки-понтийцы, евреи, русские. До 1917 года являлся важный духовно-учебным, торговым, ремесленным, городом. Торговля в нём велась довольно оживлённо. В 1890 г. в Гори с уездом было выбрано торговых документов 1472. После Тифлисского уезда Гори — наиболее торговый во всей губернии. Производство шерстяных тканей (Осетия), отхожий промысел, выжигание извести и рыболовство. Закавказская ж/д проходила по уезду на протяжении около 94 вёрст; имелось также шоссе, соединявшее Ахалцихе с железнодорожной станцией Михайлово.
Город подвёргся сильным разрушениям во время землетрясения 1920 года.
В 2006 году президент Грузии Михаил Саакашвили объявил о строительстве в Гори второй (первая — в Сенаки) современной военной базы в Грузии.
В августе 2008 года военная база была оккупирована российскими войсками в ходе российско-грузинской войны.
В марте 2010 года в городе закрылась троллейбусная сеть.

## Культура
- Горийский государственный драматический театр имени Георгия Эристави,
- Кинотеатр «Гори»,
- Детский и молодёжный культурный центр,
- Художественная школа «Будеши»,
- Культурный центр.

### Духовная жизнь
На 1881 год, в городе имелось 14 церквей: 7 армянских, 6 православных (одна из которых русская) и 1 католическая. Наиболее знаменитой из армянских церквей города была церковь св. Стефана, имевшая высокую готическую каменную пирамидальную крышу, покрытую разноцветными изразцами, и башенкой над входом. В последней помещались колокола разных размеров. Сама церковь состояла из трёх отдельных этажей: два верхних могли считаться отдельными церквами, а нижний являлся гробницею для трех неизвестных святых
Духовных лиц в городе насчитывалось 12 человек: 6 армянских священников, 5 православных и 1 католический. Влияние православных священников на свою паству было незначительным, в отличие от армянских духовных лиц, чьё влияние на своих прихожан было несколько больше чем у православных.

## Образование
В городе расположен Университет Сухишвили.

## Транспорт

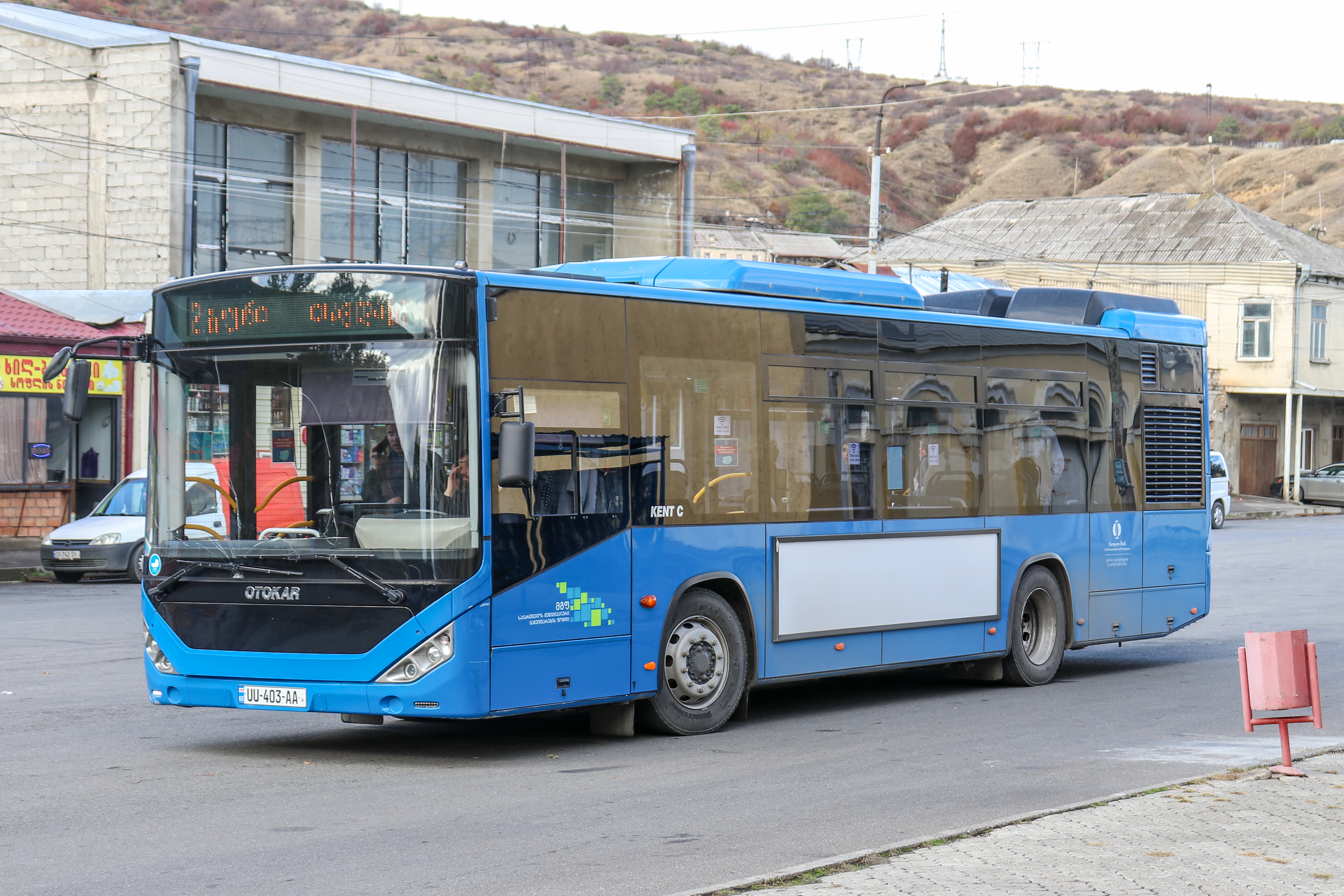
Автобус в Гори в октябре 2022 года

- Имеется железнодорожная станция Гори.
- На участке Гори — Цхинвали в 1969—1979 гг. проводились эксперименты по электрификации железных дорог постоянным током напряжением 6000 вольт.
- Также в Гори существовала городская троллейбусная сеть. В марте 2010 года ликвидирована.
- Ныне общественный транспорт представлен автобусом, на линиях работают автобусы Otokar

## Торговля и сфера услуг
В августе 2007 г. в Гори открылся первый супермаркет национальной сети Populi.
В городе работают салоны сотовой связи Magti и Билайн, а также несколько АЗС сети SOCAR.
В городе представлены продуктовые магазины сетей Magniti, Ori Nabiji, Carrefour и множество частных магазинов и лавок.

## Достопримечательности Гори и его окрестностей
- Над городом в центре возвышаются развалины средневековой крепости Горисцихе.
- В 1920 году в городе произошло Горийское землетрясение[17], разрушевшее Церковь Святого Георгия (Геворга), Церковь Святого Вознесения, Церковь Святого Степаноса, Церковь Норашен, Ванкский храмовый комплекс.
- Дом-Музей Сталина[18],
- Музейный экспонат вагон Сталина,
- Здание Администрации города,
- Историко-этнографический музей,
- Собор Рождества Пресвятой Богородицы (бывший католический Собор святой Марии),
- Сад им. Якоба Гогебашвили,
- Церковь Архангелов Гавриила и Михаила,
- Мемориал защитникам крепости Горисцихе,
- Парк Сталина,
- Проспект Сталина,
- Улица Церетели,
- Крепость-монастырь Гориджвари (Горийский крест),
- Уплисцихе,
- Атенский Сион,
- Собор Самтависи,
- Урбниси и Руиси,
- Кинцвиси.

## Люди, родившиеся в городе
- Сталин, Иосиф Виссарионович (1878―1953) ― советский политический, государственный, военный и партийный деятель, российский революционер. Фактический руководитель СССР. Генеральный секретарь ЦК КПСС (1922—1953).
- Гартвиг, Николай Генрихович  (1857 — 1914) — российский дипломат, творец Балканского союза освободившего Балканы от Османской империи, многолетний руководитель Азиатского департамента МИД Российской империи.
- Надирадзе, Александр Давидович (1914―1987) — советский, грузинский конструктор ракетных систем, специалист в области прикладной механики и машиностроения, учёный.
- Мераб Мамардашвили (1930―1990) ― известный советский философ.
- Майеринг-Микадзе, Екатерина ― грузинский дипломат, эксперт по международным отношениям и консультант по государственной политике[19][20].
- Мурадели, Вано Ильич (1908―1970) — композитор, общественный деятель и педагог.
- Мирзоян, Эдвард Михайлович (1921―2012) — народный артист СССР и Армянской ССР.
- Цинцадзе, Сулхан Фёдорович (1925―1991) — композитор, педагог, народный артист СССР и Грузинской ССР.
- Канделаки, Георгий Тарашевич (род. 1974) (Горийский район) — грузинский боксер-профессионал, чемпион мира и Европы.

## Памятники

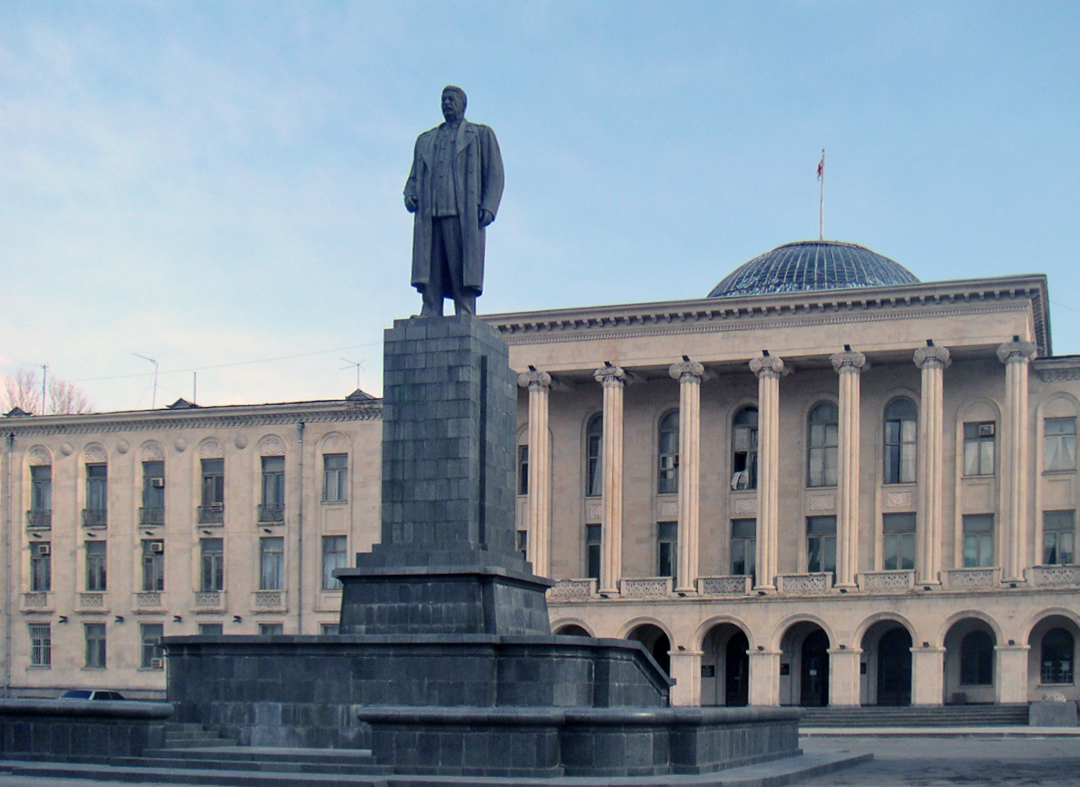
Памятник Сталину в Гори (демонтирован)

- Памятник Сталину в Гори (25 июня 2010 года демонтирован и перенесен в музей Сталина[21])

## Фотографии

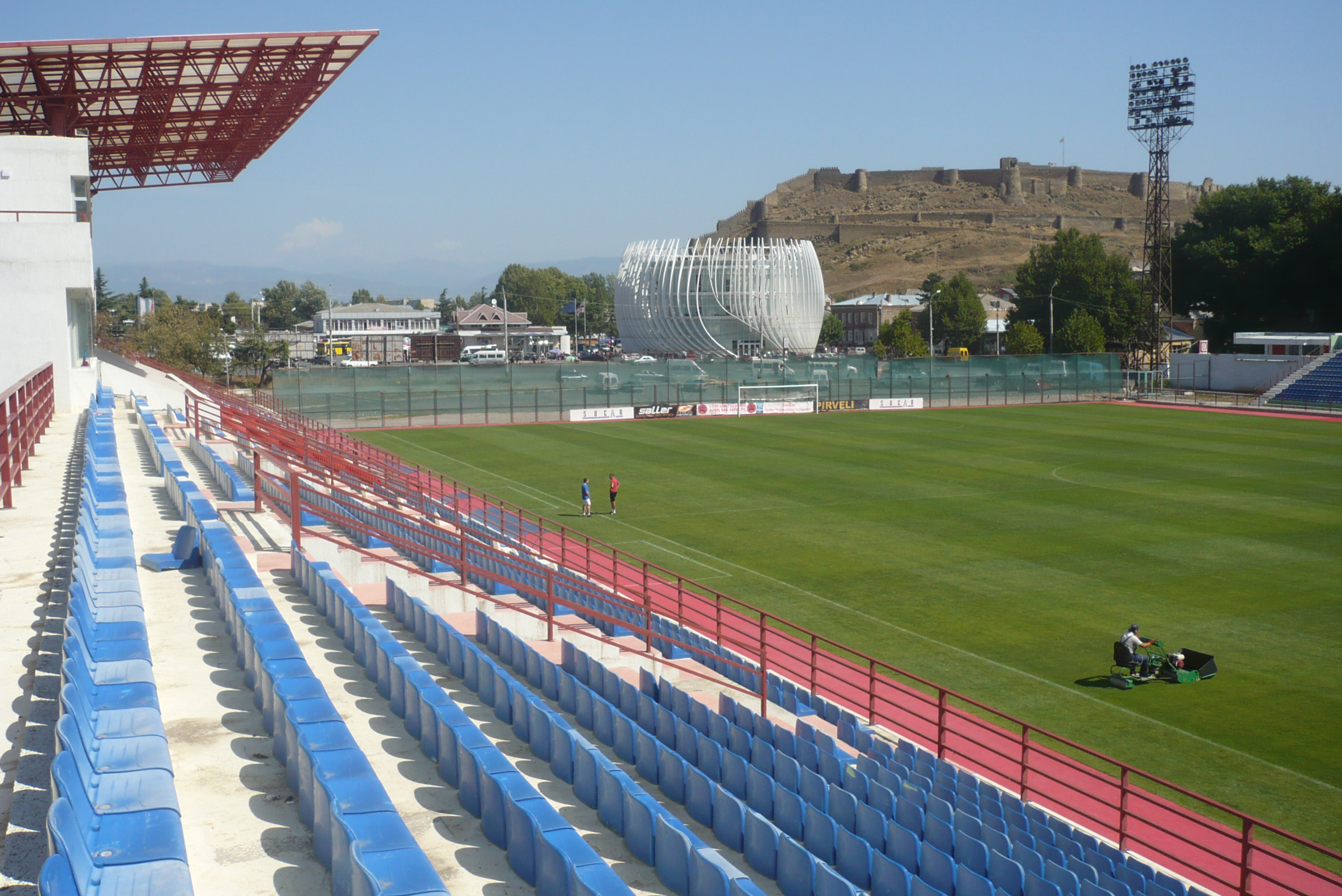
Стадион ФК «Горис Дила» и Дом Юстиции (на заднем плане)
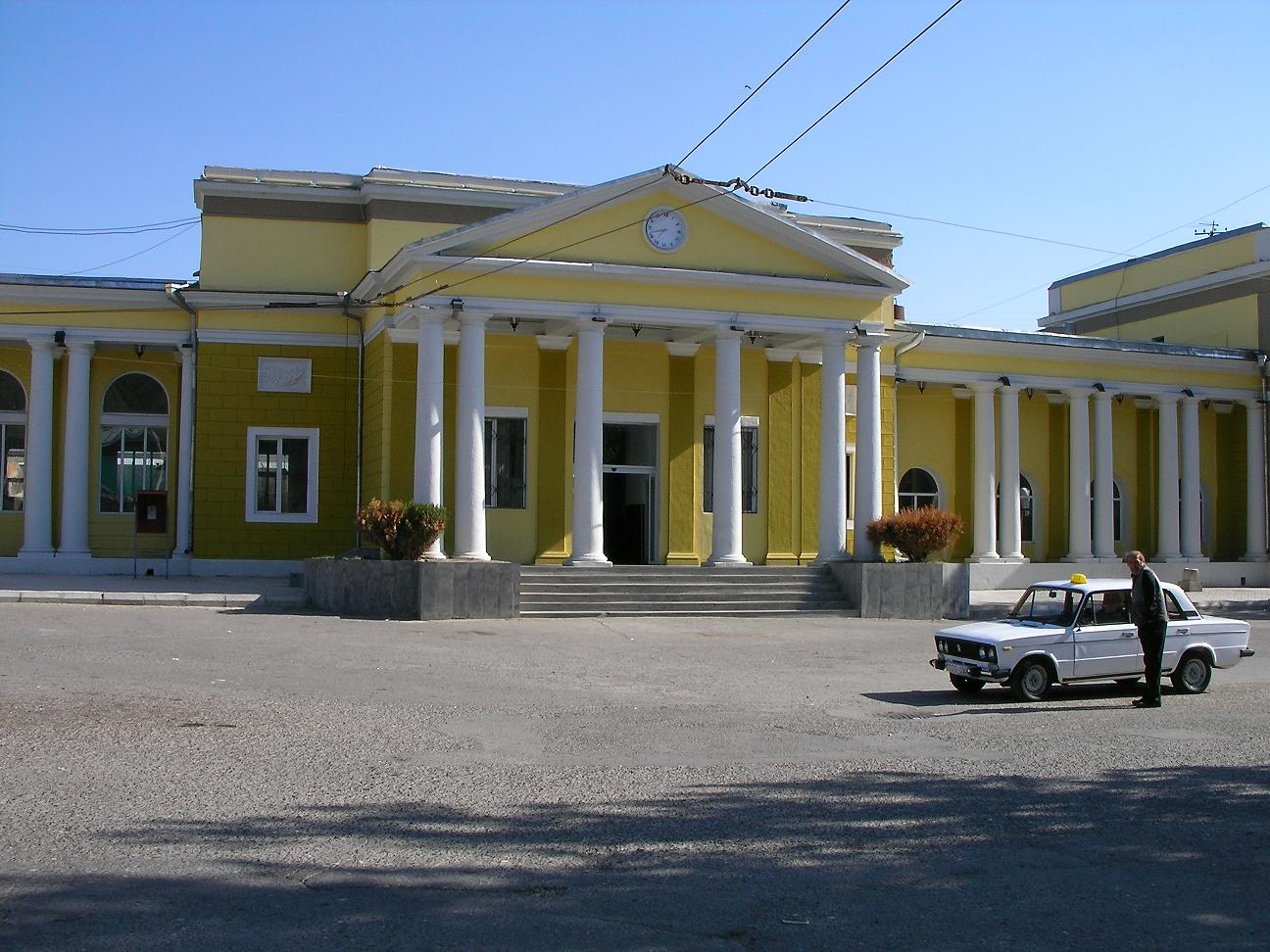
Железнодорожная станция
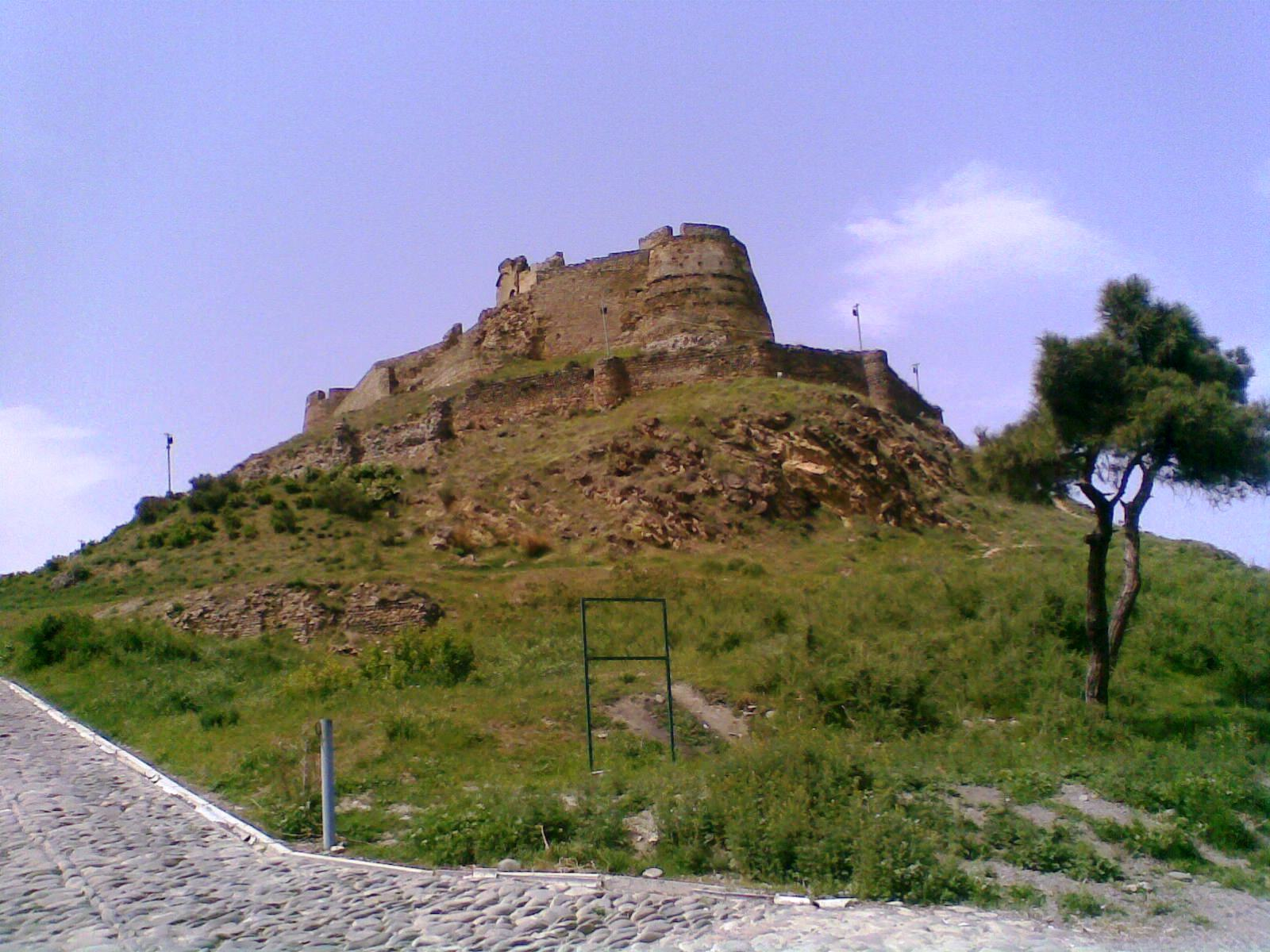
Крепость Горис-цихе
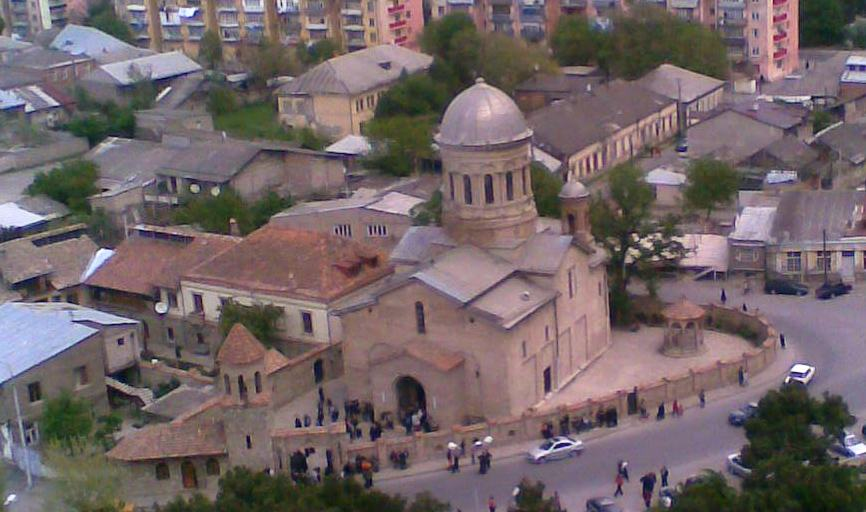
Собор Богородицы у подножия крепости
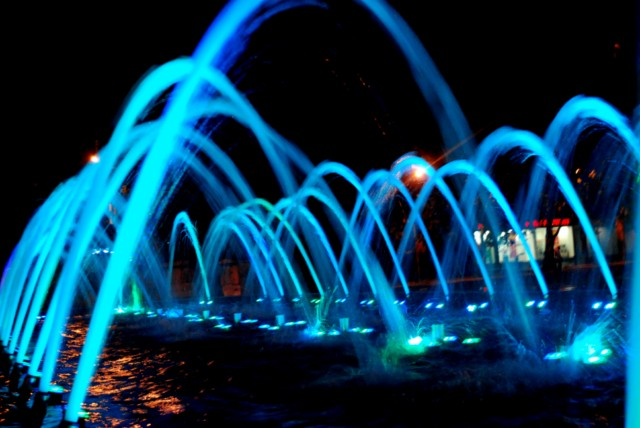
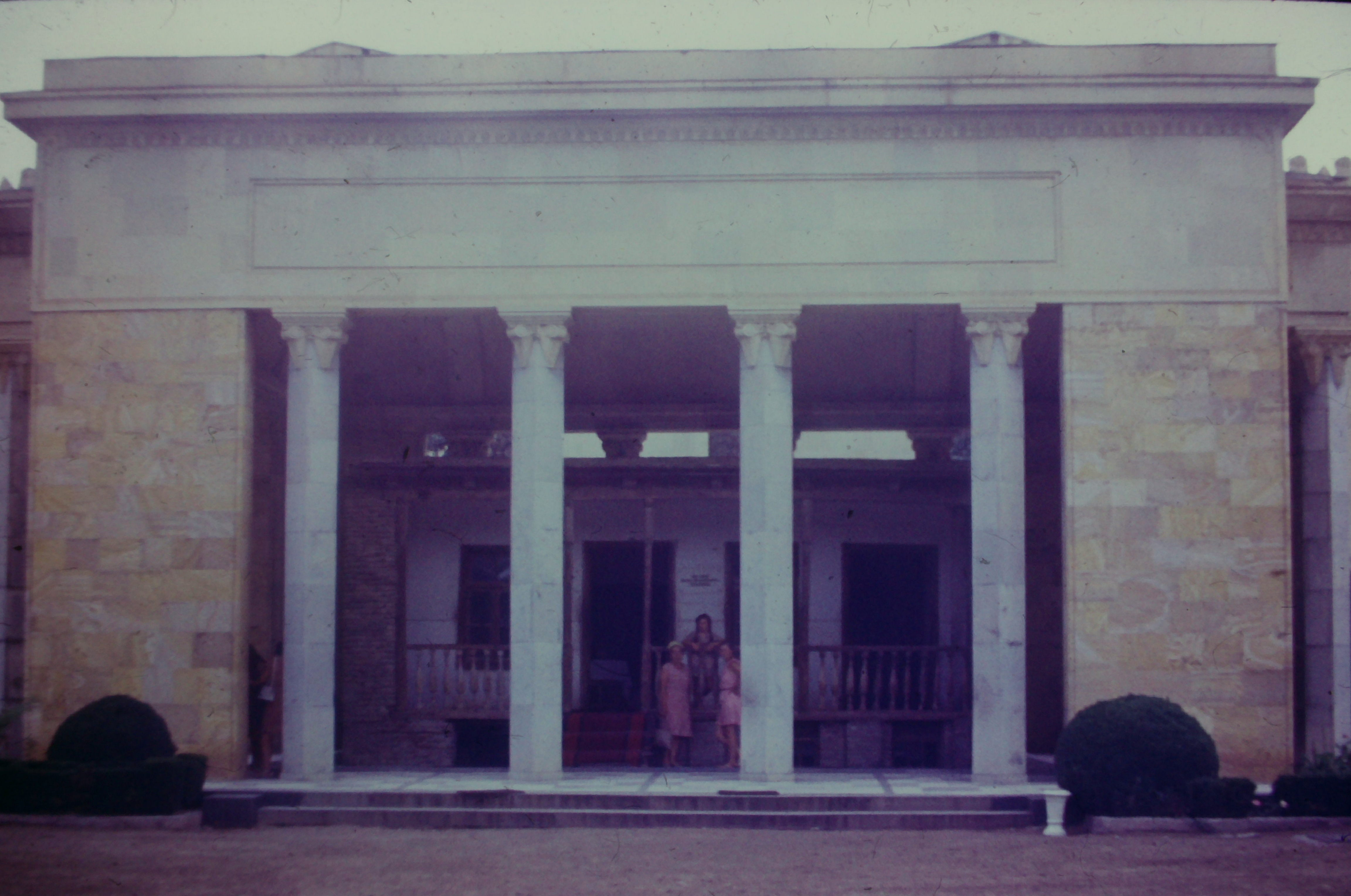
Дом Сталина в Гори

## Топографические карты
- Лист карты K-38-77 Гори. Масштаб: 1 : 100 000. Издание 1976 г.